# 親泊正昇
親泊 正昇（おやどまり まさのり）は、日本の作曲家・編曲家。
主にいずみたく作曲による楽曲のアレンジャーとして活動した。

## 楽曲提供作品

### 作曲
- 大信田礼子
  - 「女はそれをがまんできない」
  - 「ようなもの」

- 大山のぶ代
  - 「ハリスの旋風」[1]

- 篠ヒロコ
  - 「ふり返って」

### 編曲
- 加藤みどり
  - 「カランコロンの歌」[2]

- 熊倉一雄
  - 「鬼太郎ナイナイ音頭」[2]
  - 「メキシコオリンピックマーチ」[2]

- 今陽子
  - 「みちづれ」[3]

- 篠ヒロコ
  - 「水色の風」
  - 「愛の世界」
  - 「愛ってなあに」

- 堀江美都子
  - 「ハローララベル」[4]
  - 「魔法少女ララベル」[5]

- 八代亜紀
  - 「あい逢い横丁」[6]
  - 「かげろうの詩」

## 音楽担当作品
- 風鈴捕物帳
- 魔法少女ララベル